# Erythresthes sericellus
Erythresthes sericellus är en skalbaggsart som beskrevs av Holzschuh 2005. Erythresthes sericellus ingår i släktet Erythresthes och familjen långhorningar. Inga underarter finns listade i Catalogue of Life.